# デイヴィダス・シェンベラス
デイヴィダス・シェンベラス（Deividas Šemberas, 1978年8月2日 - ）は、リトアニア・ヴィリニュス出身の元同国代表サッカー選手。ポジションはディフェンダー、ミッドフィールダー。

## 経歴

### クラブ
1995年にFKアトランタスでキャリアを始め、1996年に国内の強豪クラブであるFKジャルギリスに移籍。1998年、ロシアのFCディナモ・モスクワに入団。ディナモでは安定した成績を残し2002年にCSKAモスクワへ移籍をした。CSKAは2000年代に入り黄金期を迎え、国内タイトルを総なめにした。2005年5月18日に行われたUEFAカップ 2004-05決勝のスポルティングCP戦ではスタメンでの出場はならなかったものの、82分にダニエウ・カルヴァーリョとの交代でピッチに立った（結果は1-3でCSKAが勝利）。この功績が認められてキャリア初となるリトアニア年間最優秀サッカー選手賞に輝いた。
2012年7月13日、長年在籍したCSKAモスクワを離れ、ロシア・プレミアへ昇格を果たしたアラニア・ウラジカフカスへ2年契約で移籍した。

## タイトル

### クラブ
ジャルギリス
- リトアニア・リーグ : 2回 (2014, 2015)
- リトアニア・カップ : 3回 (1997, 2014, 2015)

CSKAモスクワ
- ロシア・プレミアリーグ : 3回 (2003, 2005, 2006)
- ロシア・カップ : 6回 (2002, 2005, 2006, 2008, 2009, 2011)
- ロシア・スーパーカップ : 4回 (2004, 2006, 2007, 2009)
- UEFAカップ : 1回 (2004-05)

### 代表
リトアニア代表
- バルティックカップ : 2回 (1997, 1998)

### 個人
- リトアニア年間最優秀サッカー選手賞 : 1回 (2005)